# Espiral

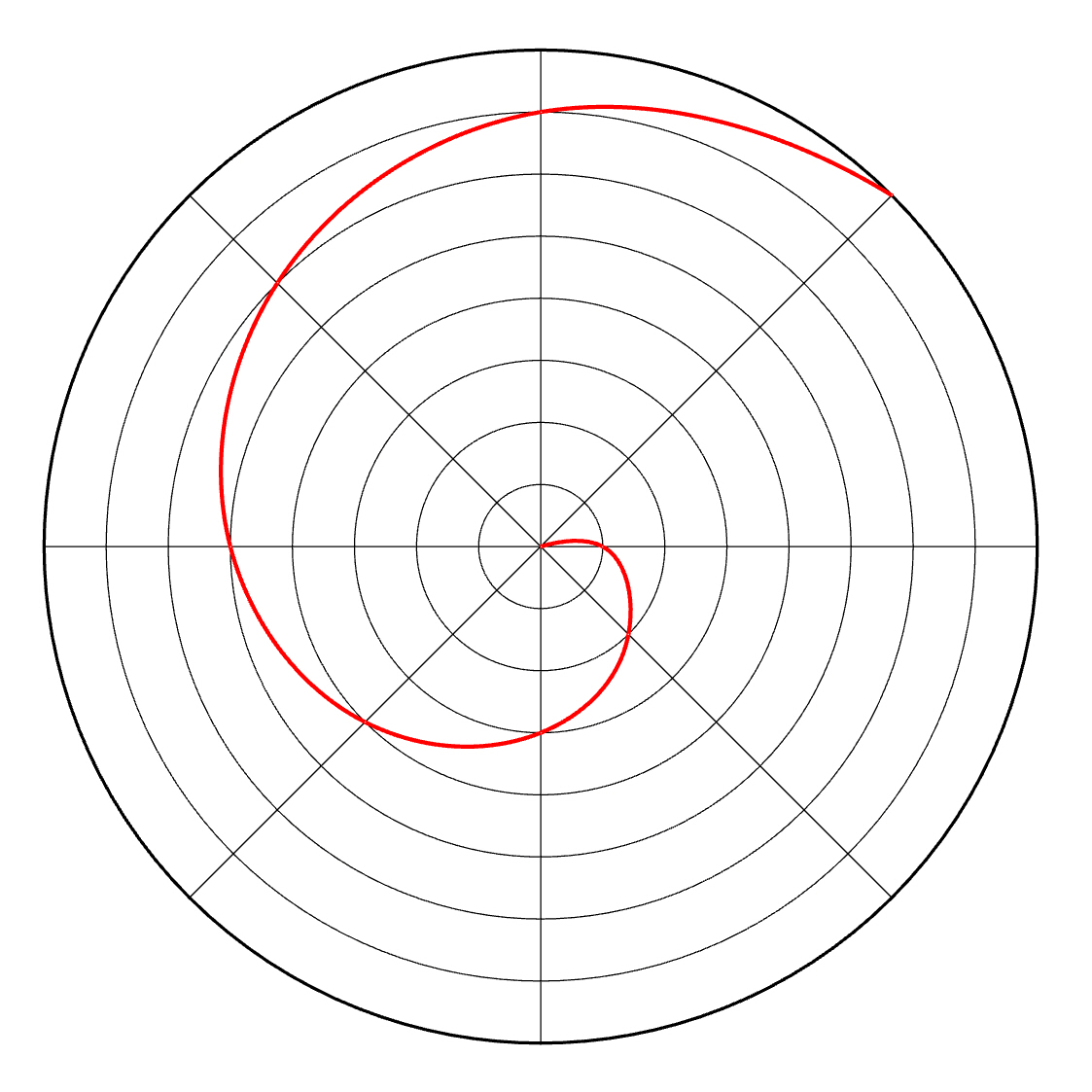
Espiral de Arquimedes

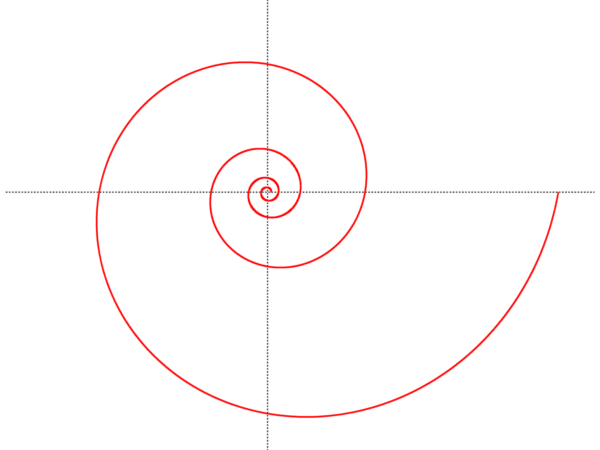
Espiral logarítmica

Espiral de Fibonacci

Espiral hiperbólica

Na matemática, espiral é uma curva plana que gira em torno de um ponto central (chamado polo), dele se afastando ou se aproximando segundo uma determinada lei. Quando se volta para a direita é chamada de dextrogira e para a esquerda de sinistrogira ou levogira.

## Espirais bidimensionais
Uma espiral bidimensional pode ser descrita usando coordenadas polares dizendo que o raio r é uma função contínua e monotônica do ângulo.  O círculo seria considerado como um caso degenerativo (a função não é estritamente monotônica, mas sim constante).
Algumas das espirais bidimensionais mais importantes são:
- A espiral arquimediana: r = a + bθ
- A espiral de Cornu ou clotoide
- A espiral de Fermat: r = θ1/2
- A espiral hiperbólica: r = a/θ
- A espiral de lítuo: r = 1/θ1/2
- A espiral logarítmica: r = abθ; aproximações dessa são encontradas na natureza
- A espiral de Fibonacci ou espiral de ouro: espiral logarítmica que segue a Série Fibonacci em sua formação.

## Espirais tridimensionais
Se nas bidimensionais, r é uma função contínua monotônica de θ.
Para as espirais 3D simples, a terceira variável, h (altura), também é uma função contínua, monotônica, de θ.
Por exemplo, uma hélice cônica pode ser definida como uma espiral em uma superfície cônica, com a distância ao apex uma função exponencial de θ.
Para espirais 3D compostas, tais como a espiral esférica descrita abaixo, h aumenta com θ de um lado de um ponto, e diminui com θ do outro lado.
A hélice e o vórtice podem ser vistos como tipos de espirais tridimensionais.
Para uma hélice com espessura, veja Spring.

### Espiral esférica
Uma espiral esférica é a curva na esfera traçada por um navio viajando de um pólo ao outro enquanto mantém um ângulo fixo, mas não reto, em relação aos meridianos de longitude, isto é, mantendo a mesma inclinação de deslocamento. A curva tem um número infinito de revoluções orbitais, com a distância entre elas diminuindo com as aproximação da curva a qualquer um dos polos.
Em navegação esta linha chama-se loxodromia.

## Espirais policêntricas
As espirais policêntricas são curvas que se parecem com espirais, mas que não possuem um ponto central. São tidas como falsas espirais.

## Publicações relacionadas
- Cook, T., 1903. Spirals in nature and art. Nature 68 (1761), 296.
- Cook, T., 1979. The curves of life. Dover, New York.
- Habib, Z., Sakai, M., 2005. Spiral transition curves and their applications. Scientiae Mathematicae Japonicae 61 (2), 195 – 206.
- Dimulyo, S., Habib, Z., Sakai, M., 2009. Fair cubic transition between two circles with one circle inside or tangent to the other. Numerical Algorithms 51, 461–476 .
- Harary, G., Tal, A., 2011. The natural 3D spiral. Computer Graphics Forum 30 (2), 237 – 246 .
- Xu, L., Mould, D., 2009. Magnetic curves: curvature-controlled aesthetic curves using magnetic ﬁelds. In: Deussen, O., Hall, P. (Eds.), Computational Aesthetics in Graphics, Visualization, and Imaging. The Eurographics Association .
- Wang, Y., Zhao, B., Zhang, L., Xu, J., Wang, K., Wang, S., 2004. Designing fair curves using monotone curvature pieces. Computer Aided Geometric Design 21 (5), 515–527 .
- A. Kurnosenko. Applying inversion to construct planar, rational spirals that satisfy two-point G2 Hermite data. Computer Aided Geometric Design, 27(3), 262-280, 2010 .
- A. Kurnosenko. Two-point G2 Hermite interpolation with spirals by inversion of hyperbola. Computer Aided Geometric Design, 27(6), 474-481, 2010.
- Miura, K.T., 2006. A general equation of aesthetic curves and its self-affinity. Computer-Aided Design and Applications 3 (1–4), 457–464 .
- Miura, K., Sone, J., Yamashita, A., Kaneko, T., 2005. Derivation of a general formula of aesthetic curves. In: 8th International Conference on Humans and Computers (HC2005). Aizu-Wakamutsu, Japan, pp. 166 – 171 .
- Meek, D., Walton, D., 1989. The use of Cornu spirals in drawing planar curves of controlled curvature. Journal of Computational and Applied Mathematics 25 (1), 69–78 .
- Farin, G., 2006. Class A Bézier curves. Computer Aided Geometric Design 23 (7), 573–581 .
- Farouki, R.T., 1997. Pythagorean-hodograph quintic transition curves of monotone curvature. Computer-Aided Design 29 (9), 601–606.
- Yoshida, N., Saito, T., 2006. Interactive aesthetic curve segments. The Visual Computer 22 (9), 896–905 .
- Yoshida, N., Saito, T., 2007. Quasi-aesthetic curves in rational cubic Bézier forms. Computer-Aided Design and Applications 4 (9–10), 477–486 .
- Ziatdinov, R., Yoshida, N., Kim, T., 2012. Analytic parametric equations of log-aesthetic curves in terms of incomplete gamma functions. Computer Aided Geometric Design 29 (2), 129 – 140 .
- Ziatdinov, R., Yoshida, N., Kim, T., 2012. Fitting G2 multispiral transition curve joining two straight lines, Computer-Aided Design 44(6), 591–596 .
- Ziatdinov, R., 2012. Family of superspirals with completely monotonic curvature given in terms of Gauss hypergeometric function. Computer Aided Geometric Design 29(7): 510-518  .
- Ziatdinov, R., Miura K.T., 2012. On the Variety of Planar Spirals and Their Applications in Computer Aided Design. European Researcher 27(8-2), 1227-1232 .